# Starksia guadalupae
Starksia guadalupae is een straalvinnige vissensoort uit de familie van slijmvissen (Labrisomidae). De wetenschappelijke naam van de soort is voor het eerst geldig gepubliceerd in 1971 door Rosenblatt & Taylor.